# 1968年の映画
1968年の映画（1968ねんのえいが）では、1968年（昭和43年）の映画分野の動向についてまとめる。
1967年の映画 - 1968年の映画 - 1969年の映画

## 出来事

### 世界
- 3月28日 - 東和社長・川喜多長政、フランス政府からレジオンドヌール勲章を授与される[1]。
- 5月 - フランス、第21回カンヌ国際映画祭、五月革命に同調するジャン＝リュック・ゴダール監督、フランソワ・トリュフォー監督らの反対運動で中止[2][3][4]。
- 10月21日 - ウズベキスタン、第1回タシケント映画祭開催、邦画5社が出品参加[5]。
- 11月1日 - MPAAの映画レイティング・システムが導入された[要出典][矛盾 ⇔ モーション・ピクチャー・アソシエーション]。
- 月日不詳
  - 米国、コロムビア、コロムビア・ピクチャーズ・インダストリーズに改称、映画、音楽、TVの総合産業となる[2]。
  - ソ連、第1回アジア・アフリカ国際映画祭開催[2]。

### 日本
- 1月
  - 1月3日 - 『人間魚雷 あゝ回天特別攻撃隊』（小沢茂弘監督） / 『喜劇初詣列車』（瀬川昌治監督）封切、ヒット[6]。
- 2月
  - 三船プロダクションと石原プロモーション合作、関西電力タイアップ映画『黒部の太陽』（熊井啓監督）が公開され[7]、記録的ヒット[8][4]。
  - 2月9日 - 東京神田神保町・岩波ホール開場[5]。
  - 2月14日 - フランス映画社設立[5]。
  - 2月24日 - 大阪・梅田東映パラス劇場をシネラマ公開劇場に変更、第1回作品は『カスター将軍』（ロバート・シオドマク監督）を上映[6]。
- 3月
  - 「日活撮影所が16億円で売却」と報道[9]。
  - 3月1日 - 日本海映画設立[5]。
  - 3月19日 - 西ドイツのポルノ映画第1号『女体の神秘』が公開され[7]、話題を呼ぶ[5]。以後、ポルノ映画は一大ブームとなり、大手MGMを含め洋画配給各社が手がけて好成績（1972年には東映、松竹も進出）[5]。
  - 3月16日 - 『日本のいちばん長い日』（岡本喜八監督）が第2回文部省青少年映画賞最優秀賞受賞[1]。
  - 3月28日 - 全テレビ局、カラー化[10]。
- 4月
  - シネクラブ（代表:川喜多和子）からの鈴木清順監督作品37本貸出し申込みに対し、日活・堀久作社長は貸出しを拒絶[11][7]。さらに、日活が鈴木清順監督全作品40本の封鎖と監督を契約解除したことで紛糾する[12][7]。1971年12月に和解[11][7][注 1]。
  - 4月1日
    - 東京第一フィルム、大映洋画部が合併し、「大映第一フィルム」設立[5]。
    - NHK受信料体系改定[5]。白黒、カラー別建てとし、ラジオ聴取料を廃止[5]。

  - 4月20日 - 前年度にアメリカから返却されたドキュメンタリー映画『広島・長崎における原子爆弾の影響』[13][注 2]をテレビ公開[7][1]。人体被爆シーン10分をカットして放送した[7]。
- 5月
  - 5月1日
    - 『暗くなるまで待って』（テレンス・ヤング監督）、東京・丸の内ピカデリーで公開[5]。本作を機にWB作品は松竹洋画系（S・Y系）で優先上映[5]。
    - 『徳川女系図』（石井輝男監督） / 『前科者』（山下耕作監督）[14]封切、ヒット[6]。

  - 5月16日 - 十勝沖地震で青森県を中心に劇場に大被害[5]。
  - 5月20日 - 東宝、米国・パナビジョン社と契約が成立し、有楽座でパナビジョン披露試写会を開く[15]。
  - 5月21日 - 東宝監督会が契約条件に関する要望書を東宝へ提出[5]。
  - 5月23日 - 70mmパナビジョン方式のキャメラを使用した映画『御用金』（五社英雄監督）、東京映画とフジテレビの共同製作発表[5]。
- 6月
  - アート・シアター・ギルド（ATG）と独立プロ提携による1000万円映画製作[7]。大島渚監督『絞首刑』、羽仁進監督『初恋・地獄篇』[16]、岡本喜八監督『肉弾』[7]。
  - 成田印刷、東京港区・芝園館の土地建物を東日本興行より購入[5]。
  - 6月1日 - 岐阜県映画協会、勤労青年に対し学生割引（窓口料金の2割引）適用実施[5]。
  - 6月17日 - 外国映画輸入配給協会（外配協）、ATGの新加入を承認[5]。
- 7月
  - 大映専属の田宮二郎が映画『不信のとき』の俳優の序列に不満を露（）わにする[7]。永田雅一社長は田宮を馘首（）にする[7]。
  - 7月21日 - 足かけ3年かけて完成した長編動画『太陽の王子 ホルスの大冒険』（高畑勲監督）封切[6]。
- 8月
  - 8月1日 - 『侠客列伝』（マキノ雅弘監督）[17] / 『盛り場ブルース』（小西通雄監督）封切、ヒット[6]。
  - 8月17日 - 東宝、組合と深夜興行（オールナイト）に関する協定成立、実施[5]。
  - 8月21日 - 東和映画が全米テレビ3大ネットワークのひとつCBSと提携、CCF映画（英語版）（CBS系劇場用映画製作会社）作品を配給[5][15]。
- 9月
  - 9月3日 - 東映、配給収入アップのため、『兄弟仁義 逆縁の盃』（鈴木則文監督） / 『いかさま博奕』（小沢茂弘監督）[18]より下駄履き（レンガ積み）興行を開始[19]。9月度の成績は前年同月比67パーセント増の成果[20]。
  - 9月14日 - 東映、藤純子主演・女性版任侠映画「緋牡丹博徒シリーズ」の第1作『緋牡丹博徒』（山下耕作監督）を公開[21][22]、好評[6]。
  - 9月19日 - 日本映画製作者連盟（映連）、旧作のテレビ放出規制を要望する全国興行生活衛生同業組合連合会（全興連）の申入書に回答[5]。
- 10月
  - 10月1日
    - 「不良番長」シリーズの第1作『不良番長』（野田幸男監督）[23] 封切[6]。
    - 日本ヘラルド映画が「Y・P映画社」設立[5]。

  - 10月12日 - 小川紳介監督、自主制作自主上映のドキュメンタリー『日本解放戦線・三里塚の夏』公開[2][24]。
  - 10月25日 - 『人生劇場 飛車角と吉良常』（内田吐夢監督）封切、ヒット[6]。
  - 10月31日 - 東宝、洋画ロードショー館の池袋東宝劇場を廃止、撤退[5]。恵通企業（現・ヒューマックスシネマ）に営業譲渡[5]。
- 11月
  - 東京地検が國學院大學映研『仮題飢餓の饗宴27』を押収[7]。
- 12月
  - 小林正樹監督『人間の條件』全6部一挙上映が、大ヒットする[7]。
  - 12月6日 - 円谷特技プロダクションが円谷プロダクションに名称変更[25]。
  - 12月19日 - 東映、米国ラム・フィルムとの合作SF映画『ガンマー第3号 宇宙大作戦』（監督:深作欣二・田口勝彦）封切[6]。
  - 12月20日 - 東宝との共同経営・洋画ロードショー館である新宿武蔵野館オープン[25]。オープニング作品は70mm『ベン・ハー』（MGM）[25]。
  - 12月24日 - 日米合作『トラ・トラ・トラ!』撮影開始3週間後に日本側・黒澤明監督が20世紀フォックスから突然の契約解消[5][7]。
  - 12月28日 - 『博徒列伝』（小沢茂弘監督） / 『新網走番外地』（マキノ雅弘監督）[26]封切、ヒット[6]。

## 周年
- 創立45周年
  - ウォルト・ディズニー・プロダクション

## 日本の映画興行
- 入場料金（大人）
  - 450円[27]
  - 288円（統計局『小売物価統計調査（動向編） 調査結果』[28] 銘柄符号 9341「映画観覧料」）[29]
- 入場者数 3億1340万人[30]
- 興行収入 820億2600万円[30]

| 配給会社 | 年間配給収入 (単位：百万円) | 前年対比 |
| -------- | --------------------------- | -------- |
| 松竹     | 2,094                       | 089.3%   |
| 東宝     | 4,523                       | 093.9%   |
| 大映     | 3,545                       | 111.8%   |
| 東映     | 5,326                       | 105.4%   |
| 日活     | 3,519                       | 111.4%   |

出典: 東宝 編『東宝75年のあゆみ 1932 - 2007 資料編』（PDF）東宝、2010年4月、48頁。

## 各国ランキング

### 日本配給収入ランキング
| 順位 | 題名                        | 配給 | 配給収入    |
| ---- | --------------------------- | ---- | ----------- |
| 1    | 風林火山                    | 東宝 | 7億2000万円 |
| 2    | 連合艦隊司令長官 山本五十六 | 東宝 | 3億9987万円 |
| 3    | 博徒列伝                    | 東映 | 2億1889万円 |
| 4    | クレージーメキシコ大作戦    | 東宝 | 2億1628万円 |
| 5    | 空想天国                    | 東宝 | 2億0218万円 |
| 6    | フレッシュマン若大将        | 東宝 | 1億9408万円 |
| 7    | 侠客列伝                    | 東映 | 1億8876万円 |
| 8    | 座頭市喧嘩太鼓              | 大映 | 1億6960万円 |
| 9    | 徳川女刑罰史                | 東映 | 1億5983万円 |
| 10   | 人生劇場 飛車角と吉良常     | 東映 | 1億5848万円 |

出典:『キネマ旬報ベスト・テン85回全史 1924-2011』キネマ旬報社〈キネマ旬報ムック〉、2012年5月、250頁。ISBN 978-4873767550。
| 順位 | 題名                   | 製作国                                                          | 配給                       | 配給収入    |
| ---- | ---------------------- | --------------------------------------------------------------- | -------------------------- | ----------- |
| 1    | 卒業                   | アメリカ合衆国の旗                                              | ユナイテッド・アーティスツ | 3億0443万円 |
| 2    | 猿の惑星               | アメリカ合衆国の旗                                              | 20世紀フォックス           | 2億8789万円 |
| 3    | 続・夕陽のガンマン     | イタリアの旗 · 西ドイツの旗 · スペインの旗 · アメリカ合衆国の旗 | ユナイテッド・アーティスツ | 2億6652万円 |
| 4    | 2001年宇宙の旅         | イギリスの旗 · アメリカ合衆国の旗                               | ＭＧＭ                     | 2億6643万円 |
| 5    | アンナ・カレーニナ     | ソビエト連邦の旗                                                | 東和                       | 2億6000万円 |
| 6    | 暗くなるまで待って     | アメリカ合衆国の旗                                              | ワーナー・ブラザース       | 2億2671万円 |
| 7    | カスター将軍           | アメリカ合衆国の旗                                              | 松竹映配                   | 2億2300万円 |
| 8    | 華麗なる賭け           | アメリカ合衆国の旗                                              | ユナイテッド・アーティスツ | 2億1212万円 |
| 9    | 女体の神秘             | 西ドイツの旗                                                    | 東京第一フィルム           | 2億1080万円 |
| 10   | ドリトル先生不思議な旅 | アメリカ合衆国の旗                                              | 20世紀フォックス           | 2億0443万円 |

出典:『キネマ旬報ベスト・テン85回全史 1924-2011』キネマ旬報社〈キネマ旬報ムック〉、2012年5月、251頁。ISBN 978-4873767550。

### 北米興行収入ランキング
| 順位 | 題名                             | スタジオ                               | 興行収入    | 出典   |
| ---- | -------------------------------- | -------------------------------------- | ----------- | ------ |
| 1    | 2001年宇宙の旅                   | MGM                                    | $56,700,000 | [ 35 ] |
| 2    | ファニー・ガール                 | コロンビア ピクチャーズ                | $52,000,000 | [ 36 ] |
| 3    | ラブ・バック                     | ウォルト・ディズニー                   | $51,264,000 | [ 37 ] |
| 4    | おかしな二人                     | パラマウント映画                       | $44,527,234 | [ 38 ] |
| 5    | ブリット                         | ワーナー・ブラザース＝セヴン・アーツ   | $42,300,873 | [ 39 ] |
| 6    | ロミオとジュリエット             | パラマウント映画                       | $38,901,218 | [ 40 ] |
| 7    | オリバー!                        | コロンビア映画                         | $37,402,877 | [ 41 ] |
| 8    | ローズマリーの赤ちゃん           | パラマウント映画                       | $33,395,426 | [ 42 ] |
| 9    | 猿の惑星                         | 20世紀フォックス                       | $32,589,624 | [ 43 ] |
| 10   | ナイト・オブ・ザ・リビングデッド | ウォルター・リード・オーガニゼーション | $30,000,000 | [ 44 ] |

## 日本公開映画
1968年の日本公開映画を参照。

## 受賞
- 第41回アカデミー賞
  - 作品賞 - 『オリバー!』
  - 監督賞 - キャロル・リード（『オリバー!』）
  - 主演男優賞 - クリフ・ロバートソン（『まごころを君に』）
  - 主演女優賞 - キャサリン・ヘプバーン（『冬のライオン』）、バーブラ・ストライサンド（『ファニー・ガール』）

- 第26回ゴールデングローブ賞
  - 作品賞 (ドラマ部門) - 『冬のライオン』
  - 主演女優賞 (ドラマ部門) - ジョアン・ウッドワード（『レーチェル レーチェル』）
  - 主演男優賞 (ドラマ部門) - ピーター・オトゥール（『冬のライオン』）
  - 作品賞 (ミュージカル・コメディ部門) - 『オリバー! 』
  - 主演女優賞 (ミュージカル・コメディ部門) - バーブラ・ストライサンド（『ファニー・ガール』）
  - 主演男優賞 (ミュージカル・コメディ部門) - ロン・ムーディ（『オリバー!』）
  - 監督賞 - ポール・ニューマン（『レーチェル レーチェル』）

- 第34回ニューヨーク映画批評家協会賞 - 『冬のライオン』

- 第21回カンヌ国際映画祭 - ※五月革命により中止

- 第29回ヴェネツィア国際映画祭
  - 金獅子賞 - 『サーカス小屋の芸人たち 処置なし』[45]

- 第18回ベルリン国際映画祭
  - 金熊賞 - 『Ole dole doff』

- 第42回キネマ旬報ベスト・テン
  - 外国映画第1位 - 『俺たちに明日はない』
  - 日本映画第1位 - 『神々の深き欲望』

- 第23回毎日映画コンクール
  - 日本映画大賞 - 『神々の深き欲望』

- 第23回文化庁芸術祭賞
  - 映画部門（日本劇映画） - 『肉弾』
  - 映画部門（日本記録映画） - 『松本城』[46]
  - 映画部門（外国映画） - 『マルキ・ド・サドの演出のもとにシャラントン精神病院患者たちによって演じられたジャン＝ポール・マラーの迫害と暗殺』[47][48][49]

## 誕生
- 1月14日 - LL・クール・J、アメリカのヒップホップMC・俳優
- 1月26日 - 宮崎萬純、日本の女優
- 2月4日 - 佐々木蔵之介、日本の俳優
- 2月18日 - モリー・リングウォルド、アメリカの女優
- 2月20日 - いしのようこ、日本の女優
- 2月29日 - 飯島直子、日本の女優
- 3月1日 - 相楽晴子、日本の女優
- 3月11日 - 大沢たかお、日本の俳優
- 3月18日 - 三木眞一郎、日本の声優
- 4月14日 - アンソニー・マイケル・ホール、アメリカの俳優
- 4月24日 - 大鶴義丹、日本の俳優
- 5月2日 - 緑川光、日本の声優
- 5月4日 - 菊池桃子、日本の歌手・女優
- 5月5日 - 渡部篤郎、日本の俳優
- 5月31日 - 鈴木京香、日本の女優
- 6月1日 - 夏川結衣、日本の女優
- 6月13日 - 河合美智子、日本の女優
- 6月14日 - 大塚寧々、日本の女優
- 7月6日 - 大西結花、日本の歌手・女優
- 7月9日 - 松下由樹、日本の女優
- 7月19日 - 杉本彩、日本の女優
- 9月10日 - ガイ・リッチー、イギリスの映画監督
- 9月24日 - 羽田美智子、日本の女優
- 9月25日 - ウィル・スミス、アメリカの俳優・歌手
- 9月30日 - モニカ・ベルッチ、イタリアの女優
- 10月12日 - ヒュー・ジャックマン、オーストラリアの俳優
- 11月12日 - 久川綾、日本の声優
- 11月17日 - 大浦龍宇一、日本の俳優
- 11月30日 - 松本梨香、日本の声優
- 12月2日 - ルーシー・リュー、アメリカの女優
- 12月3日 - ブレンダン・フレイザー、アメリカの俳優
- 12月10日 - 荻野目洋子、日本の歌手・女優
- 12月28日 - 大根仁、日本の映画監督

## 死去
| 日付 | 日付 | 名前                   | 国籍               | 年齢 | 職業                 |
| 1月  | 5日  | ジャン・ミュラ         | フランスの旗       | 80   | 俳優                 |
| 2月  | 7日  | ニック・アダムス       | アメリカ合衆国の旗 | 36   | 俳優                 |
| 2月  | 13日 | メエ・マーシュ         | アメリカ合衆国の旗 | 73   | 女優                 |
| 2月  | 19日 | ハミルトン・ラスク     | アメリカ合衆国の旗 | 64   | 映画監督             |
| 3月  | 2日  | 斎藤達雄               | 日本の旗           | 65   | 俳優                 |
| 3月  | 12日 | 小杉義男               | 日本の旗           | 64   | 俳優                 |
| 3月  | 24日 | アリス・ギイ           | フランスの旗       | 94   | 映画監督             |
| 3月  | 30日 | ボビー・ドリスコル     | アメリカ合衆国の旗 | 31   | 俳優                 |
| 4月  | 16日 | フェイ・ベインター     | アメリカ合衆国の旗 | 74   | 女優                 |
| 6月  | 4日  | ドロシー・ギッシュ     | アメリカ合衆国の旗 | 70   | 女優                 |
| 8月  | 3日  | 山田巳之助             | 日本の旗           | 74   | 俳優                 |
| 8月  | 26日 | ケイ・フランシス       | アメリカ合衆国の旗 | 63   | 女優                 |
| 9月  | 18日 | フランチョット・トーン | アメリカ合衆国の旗 | 63   | 俳優                 |
| 10月 | 30日 | ラモン・ノヴァロ       | メキシコの旗       | 69   | 俳優                 |
| 11月 | 25日 | アプトン・シンクレア   | アメリカ合衆国の旗 | 90   | 作家・プロデューサー |
| 12月 | 12日 | タルーラ・バンクヘッド | アメリカ合衆国の旗 | 66   | 女優                 |
| 12月 | 20日 | ジョン・スタインベック | アメリカ合衆国の旗 | 66   | 作家・劇作家         |